# Zsákbamacska
A Zsákbamacska licencszerződésen alapuló televíziós vetélkedő. A műsor eredetije 1963-ban indult az Egyesült Államokban Let’s Make a Deal néven. Magyarországon először a Magyar Televízió tűzte műsorra, 1994. március 8. és 1995. szeptember 27. között. 2023. március 12-től a TV2 mutatja be.

## Ismertető
A játékos színes borítékok között választ. A boríték mindenfelé dolgot rejt: bútorok, játékok, egyéb kisebb tárgy, utazás vagy egy fekete plüssmacska.

## Évadok
| Évad | Évad             | Évad          | Adás              | Sugárzás          | Sugárzás                                    | Műsorvezetők                              | Adó  |
| Évad | Évad             | Évad          | Adás              | Évadbemutató      | Évadzáró                                    | Műsorvezetők                              | Adó  |
| ---- | ---------------- | ------------- | ----------------- | ----------------- | ------------------------------------------- | ----------------------------------------- | ---- |
|      | Első változat    | Első változat | 174               | 1994. február 15. | 1995. szeptember 27.                        | Rózsa György                              | MTV1 |
|      | Második változat | 1.            | 32                | 2023. március 12. | 2023. április 21.                           | Majka Pápai Joci Rózsa György (6 adásban) |      |
| 2.   | Második változat | 35+6 VIP      | 2024. április 27. | 2024. június 21.  | Marics Peti Pető Brúnó Szente Vajk T. Danny |                                           |      |

Az első évadot 1994-ben mutatta be az MTV1. A műsorvezető Rózsa György volt.
Fischer Gábor, a TV2 Csoport programigazgatója 2022 nyarán jelentette be, hogy 2023-ban visszatér a műsor. A Sztárban sztár leszek! harmadik évadának elődöntőjében bejelentették, hogy a második évad műsorvezetői Majka és Pápai Joci lesznek. A második évad 2023. március 12-én indult egy, a Sztárban Sztár közben sugárzott különkiadással. A 25 rendes epizód mellett készült 6 speciális adás is, Rózsa György műsorvezetésével.
2024. január 19-én a csatorna bejelentette, hogy a műsor 2. évadában két műsorvezető-párost, azaz négy új műsorvezetőt láthatunk majd, mert időközben Majka és Pápai Joci az RTL-hez igazolt. A második évadot 2024. április 27-én mutatta be a TV2.

### VIP adások
| Adás | Vendégek |
| ---- | --- |
| 1.   | Lékai-Kiss Ramóna, Gáspár Győző, Till Attila, Gáspár Bea, Ördög Nóra, Stohl András, Sydney van den Bosch, Demcsák Zsuzsa, Krausz Gábor és Katona Szandra |
| 2.   | Sipos Tamás, Hargitai Bea, Bódi Csabi, Oszvald Marika, Kökény Attila, Szabó Ádám, Bay Éva, Megyesi Balázs, Baby Gabi és Széphalmi Juliska                |
| 3.   | Dér Heni, Fésűs Nelly, Horváth Csenge, Cooky, Sipos Péter, Vastag Csaba, Harsányi Levente, Détár Enikő, Vásáry André és Tuvic Aleksandra                 |
| 4.   | Varga Viktor, Csonka András, Kunovics Katinka, Völgyi Zsuzsi, Lissák Laura, Szögeczki Ági, Delhusa Gjon, Peter Šrámek, Balogh Edina és Csuti             |
| 5.   | Zoltán Erika, Kátai Róbert, Nótár Mary, Csepregi Éva, Tolvai Renáta, Végvári Ádám, Monoki Lehel, Hegyes Bertalan, Zámbó Árpy és Zámbó Krisztián          |
| 6.   | Szorcsik Viktória, Lola, Kiszel Tünde, Zimány Linda, Emilio, Pumped Gabo, Ungvári Miklós, Qka MC, Ricsipí és DR BRS                                      |